# Bawa (Martap)
Pour les articles homonymes, voir Bawa.
Bawa est un village de la commune de Martap située dans la région de l'Adamaoua et le département de la Vina au Cameroun.

## Population
Lors du recensement de 2005, Bawa comptait 774 habitants.

## Économie
Bawa se trouve dans un bassin de production de miel.

## Transports
Avec Ngaoundal, Makor et Ngaoundéré, Bawa a fait partie des quatre premières gares mises en service sur le territoire de l'Adamaoua au moment de l'achèvement du Transcamerounais en 1974.